# Halesi Sándor
Halesi Sándor (latinul: Alexander Halensis, angolul: Alexander of Hales), (Hales, 1183 körül – Párizs, 1245. augusztus 21.) középkori angol skolasztikus teológus, ferences szerzetes.
A Gloucester mellett fekvő halesi kolostorban tanult, majd 1225-től Párizsban tanított. Később a ferences rendbe lépett. Kortársai Doctor irrefragabilisnek, fons vitae-nek, és doctor doctorum-nak nevezték. Ő az első középkori író, aki Arisztotelész egész filozófiai rendszerét és Arisztotelész arab magyarázóinak egy részét Európában ismerte és értékesítette írásaiban. Summa universae theologiae című művét tanítványai adták ki Sándor halála után, 1252-ben.